# Medelvärde
Ett medelvärde eller medium är ett lägesmått för ett genomsnittligt värde av ett urval eller en population. I dagligt tal menar man med medelvärde normalt det aritmetiska medelvärdet. I fall där variationen är stor kan ibland medianen vara mera meningsfull. 

## Definitioner
Ett medelvärde är en reellvärd funktion M av flera reella variabler x = x1, ..., xn som uppfyller min(x) ≤ M(x) ≤ max(x). Funktionen är oftast, men inte nödvändigtvis, kontinuerlig.
Ett medelvärde kallas:
- Strikt om min(x) < M(x) < max(x) då min(x) < max(x).
- Homogent om M(cx) = cM(x).
- Symmetriskt om M(x) = M(P(x)) för varje permutation P.

## Vanliga typer av medelvärden
| Benämning          | Formel                                                                                                  | Graf till M(x1, x2) |
| ------------------ | --- | ------------------- |
| Aritmetiskt        | {\displaystyle M(x)={\frac {x_{1}+x_{2}+\cdots +x_{n}}{n}}}                                             | Graf                |
| Viktat aritmetiskt | {\displaystyle M(x)={\frac {w_{1}x_{1}+w_{2}x_{2}+\cdots +w_{n}x_{n}}{w_{1}+w_{2}+\cdots +w_{n}}}}      |                     |
| Geometriskt        | {\displaystyle M(x)=\left(x_{1}x_{2}\cdots x_{n}\right)^{1/n}}                                          | Graf                |
| Kvadratiskt        | {\displaystyle M(x)={\sqrt {\frac {x_{1}^{2}+x_{2}^{2}+\cdots +x_{n}^{2}}{n}}}}                         | Graf                |
| Harmoniskt         | {\displaystyle M(x)={\frac {n}{{\cfrac {1}{x_{1}}}+{\cfrac {1}{x_{2}}}+\cdots +{\cfrac {1}{x_{n}}}}}\,} | Graf                |

För positiva reella tal gäller alltid att Kvadratiskt {\displaystyle \geq } Aritmetiskt {\displaystyle \geq } Geometriskt {\displaystyle \geq } Harmoniskt.

## Viktat medelvärde
Ibland är de värden man skall räkna medelvärde på inte lika betydelsefulla, till exempel kan man då man räknar medellivslängden i Europa utgående från statistik från de enskilda länderna tilldela vikter enligt ländernas folkmängd. För att räkna det viktade aritmetiska medelvärdet multiplicerar man varje värde med dess vikt och ersätter antalet värden i nämnaren med summan av vikterna. Ofta väljer man vikterna så att deras summa blir ett.
Vikter används allmänt för att kompensera för skillnader i urvalssannolikhet, som förekommer till exempel vid enkätundersökningar. Vikterna kan då väljas så att individer i grupper i vilka bortfallet är eller antas vara stort får en större vikt, eller så att egenskaper vars faktiska fördelning är känd (ålder, inkomst, utbildning) kommer att få samma fördelning i det viktade stickprovet.
I samband med tidsserier använder man ofta glidande medelvärden, där observationer närmast en viss tidpunkt får större vikt medan man bortser från värden långt före eller långt efter. Motsvarande metod kan användas också för andra variabler än tiden.